# Криворуцький Петро Мойсейович
Петро Мойсейович Криворуцький (*5 червня 1920, м. Бердичів, тепер Житомирська область, Україна — 11 січня 1987, там же) — український скульптор.

## Біографія
Петро Мойсейович Криворуцький народився 5 червня 1920 року у Бердичеві в багатодітній єврейській родині. Батько був шевцем, а мати одна з перших депутатів Бердичівської міськради (1922—24 років), організовувала дитячі садки. Проживала сім'я Криворуцьких по вулиці Свердлова.
З 1928 року Петро Мойсейович навчався у неповній середній школі №9. У 1935 році в Палаці піонерів відкрилась скульптурна студія, і Петро став її постійним відвідувачем.
З 1936 року Петро Мойсейович навчався в Одеському художньому училищі, одночасно він відвідував аероклуб, навчаючись у парашутній і льотній групах, закінчивши їх з присвоєнням звання «пілот запасу».
Восени 1940 року Петро Криворуцький був призваний до лав Червоної Армії. У 1941 році закінчив школу молодших авіаспеціалістів, і був направлений в місто Барановичі для продовження військової служби у винищувальному авіаційному полку.
Під час Німецько-радянської війни з вересня 1941 року Петро Криворуцький у складі 185-го винищувального авіаційного полку воював на Ленінградському фронті, потім на Східному. Отримав важке поранення. Нагороджений медалями.
Після демобілізації восени 1945 року Петро Криворуцький вступає на скульптурний факультет Академії мистецтв у Ленінграді. Його дипломна робота «М. О. Некрасов з собакою на полюванні» (1951) була високо оцінена і встановлена в ленінградському музеї-квартирі поета, а дві її копії були відлиті в бронзі і знаходяться в музеях М. О. Некрасова в селі Карабиха і місті Чудово (РФ). Свого часу біля приміщення костьолу Святої Варвари у Бердичеві (на той час тут розміщувалася міська спортивна школа) також була встановлена копія цієї скульптури (нині вона у запасниках міського Палацу культури).
У 1952 році Петро Криворуцький був прийнятий у члени Ленінградської організації художників РСФСР.
У квітні 1986 року Ленінградська організація Спілки художників РСФСР провела в Бердичеві виставку скульптури, малюнка та живопису Петра Криворуцького, яка мала успіх серед земляків.
Петро Криворуцький помер 11 січня 1987 року в свій останній приїзд до Бердичева, у творчій майстерні при БК заводу «Прогрес» (нині Палац культури міста Бердичева ім. О. А. Шабельника), коли створював скульптурний портрет свого вчителя. Похований на міському кладовищі в Бердичеві.

## Творчість
Петро Мойсейович Криворуцький працював у жанрах монументальної, станкової й камерної скульптури, перевагу віддавав скульптурному художньому портрету, для якого характерна індивідуальність та пластична виразність. Створив понад 800 скульптур, з яких майже 70 композицій та скульптурних портретів експонуються в різних музеях країн СНД. Брав участь у понад 100 виставках Спілки художників СРСР. Відомі його скульптурні портрети — бюсти Т. Г. Шевченка (1954), Д. І. Менделєєва (1957), М. О. Горького (1958), К. Е. Ціолковського (1985), С. П. Корольова (1985).
Протягом усього свого творчого життя Петро Криворуцький займався педагогічною роботою в студіях народної творчості. Ним була розроблена оригінальна методика навчання самодіяльних художників, прийнята у всіх студіях скульптури на території колишнього СРСР.
Понад 300 праць скульптора знаходяться в Бердичівській дитячій художній школі, в Музеї історії міста Бердичева, в міському Палаці культури ім. О. А. Шабельника. Серед них — портрети відомих людей бердичівської землі: Я. Г. Зощука (1950), В. І. Аліна (1983), В. Є. Ривжа (1983), К. К. Ворони (1985), В. О. Лонського (1985), О. С. Яцюка. Є скульптурні композиції Петра Криворуцького і на теренах Бердичева та району: поряд з однойменним парком у Бердичеві встановлено пам'ятник Тарасові Шевченку (1960), у селі Швайківці — пам'ятник В. І. Леніну (1973).

## Пам'ять
У 1992 році на могилі П. М. Криворуцького згідно з рішенням міськвиконкому було встановлено бронзове погруддя із зображенням скульптора (автопортрет).
В Музеї історії міста Бердичева, крім скульптур митця, також розміщено стенд, що освітлює життя та творчість Петра Мойсейовича Криворуцького.